# Jijona
Jijona (hiszp. wym. [xiˈxo.na]), także jako Xixona (walenc. wym. [ʃiˈʃo.na]) – miasto w Hiszpanii, położone 25 km od Alicante w prowincji Alicante nad rzeką Monnegre. Miejscowość jest znana z turrónu – nugatu przygotowywanego z okazji świąt Bożego Narodzenia.